# Próba ciśnienia
Próba ciśnienia – polski telewizyjny film obyczajowy z 1976 roku w reżyserii Tadeusza Junaka. 

## Fabuła
Młody naukowiec znajduje się nieoczekiwanie na życiowym zakręcie: opuszcza go dziewczyna, siostra ucieka z domu, lekarz stwierdza u niego groźną chorobę, a eksperyment naukowy nad którym pracuje kończy się niepowodzeniem z jego winy. Zostaje poddany życiowej "próbie ciśnienia".

## Obsada
- Piotr Krukowski – Andrzej Rogowski
- Hanna Bieluszko – pielęgniarka
- Halina Gryglaszewska – kobieta w restauracji dworcowej
- Krystyna Hanzel – sekretarka profesora
- Magdalena Jarosz – Agnieszka, dziewczyna Andrzeja
- Elżbieta Karkoszka – Elżbieta, kobieta przy budce telefonicznej
- Ewa Kolasińska – gospodyni Andrzeja
- Maria Rybarczyk – Joanna, siostra Andrzeja
- Jerzy Fedorowicz – Kazio, podwładny Andrzeja
- Edward Lubaszenko – profesor, szef Andrzeja
- Jerzy Nowak – lekarz
- Krzysztof Nowik – Henio, chłopak Joanny
- Leszek Piskorz – Leszek, kolega Andrzeja
- Jan Prochyra – znajomy Andrzeja w restauracji
- Wiktor Sadecki – ojciec Andrzeja
- Jerzy Stuhr – mężczyzna pod budką telefoniczną, towarzysz Elżbiety
- Stefan Szmidt – Bogdan, kolega Andrzeja z instytutu

i in.